# Turrialba
Pour les articles homonymes, voir Turrialba (homonymie).
Le Turrialba est un stratovolcan actif du Costa Rica, situé dans le canton du même nom. Son sommet est tronqué par une caldeira, qui contient trois cratères, dont un actif (fort dégazage, ouverture de nouvelles fissures), placé sous haute surveillance.

## Toponymie
L'origine du nom Turrialba est incertaine : certains y voient une déformation de l'espagnol Torrealba ou de son équivalent latin Turris alba (la tour blanche), mais cette explication ne fait pas l'unanimité.

## Géographie
Les volcans Turrialba et Irazú sont parfois qualifiés de jumeaux car ils prennent appui sur le même socle.

## Histoire éruptive
Après plus d'un siècle de calme relatif, suivant une éruption datant du XIXe siècle, le volcan est entré en éruption en janvier 2010, en janvier 2011, janvier 2012, mai-juin 2013, d'octobre à décembre 2014, de mars à mai, puis fin octobre 2015, début février 2016 et en mai 2016.
À la suite de ces derniers événements, il est l'un des volcans les plus surveillés du Costa Rica. Les abords du cratère, classés parc national, sont par conséquent fermés au public depuis janvier 2012.

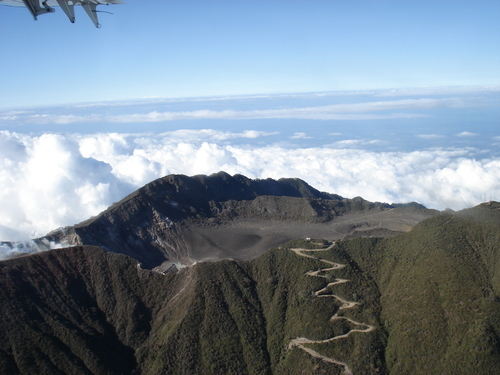
Vue aérienne du sommet du Turrialba.

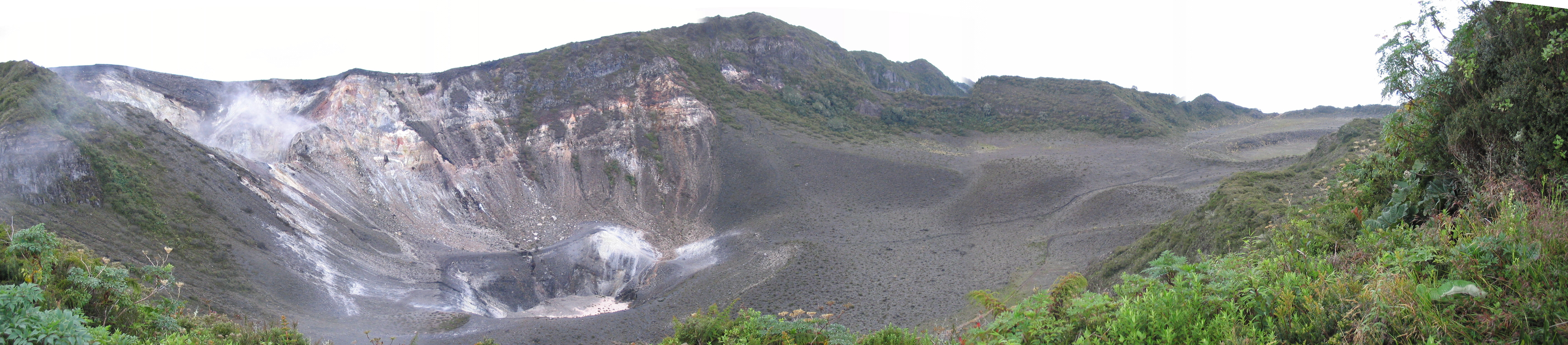
Vue panoramique du sommet du Turrialba.